# Parafia Narewskiej Ikony Matki Bożej w Narwie
Parafia Narewskiej Ikony Matki Bożej – parafia prawosławna w Narwie, w eparchii narewskiej Estońskiego Kościoła Prawosławnego.
Na terenie parafii funkcjonuje cerkiew parafialna pod wezwaniem Narewskiej Ikony Matki Bożej, budowana w latach 1999–2003.